# Lajtakáta vasútállomás
Lajtakáta vasútállomás (németül: Bahnhof Gattendorf) egy burgenlandi vasútállomás Lajtakáta településen, melyet az Ostbahn üzemeltet.

## Vasútvonalak
Az állomást az alábbi vasútvonalak érintik:
- Pándorfalu–Pozsony-vasútvonal

## Kapcsolódó állomások
A vasútállomáshoz az alábbi állomások vannak a legközelebb:
- Lajtakörtvélyes megállóhely
- Mosonújfalu megállóhely